# Stäpprapphöna
Stäpprapphöna (Perdix dauurica) är en asatisk fågel i familjen fasanfåglar inom ordningen hönsfåglar, nära släkt med den västligare rapphönan.

## Utseende och läte
Stäpprapphönan är en knubbig, 28-30 cm lång hönsfågel med brun rygg och orangefärgat ansikte med karakteristiskt borstigt "skägg" i häckningstid. Den är grå på pesten av huvudet och undersidan, beige centralt på bröstet och med en svart bukfläck. Honan har mi dre bukfläck och mattare färger än hanen. Lätet är ett hest "kieerr-ik".

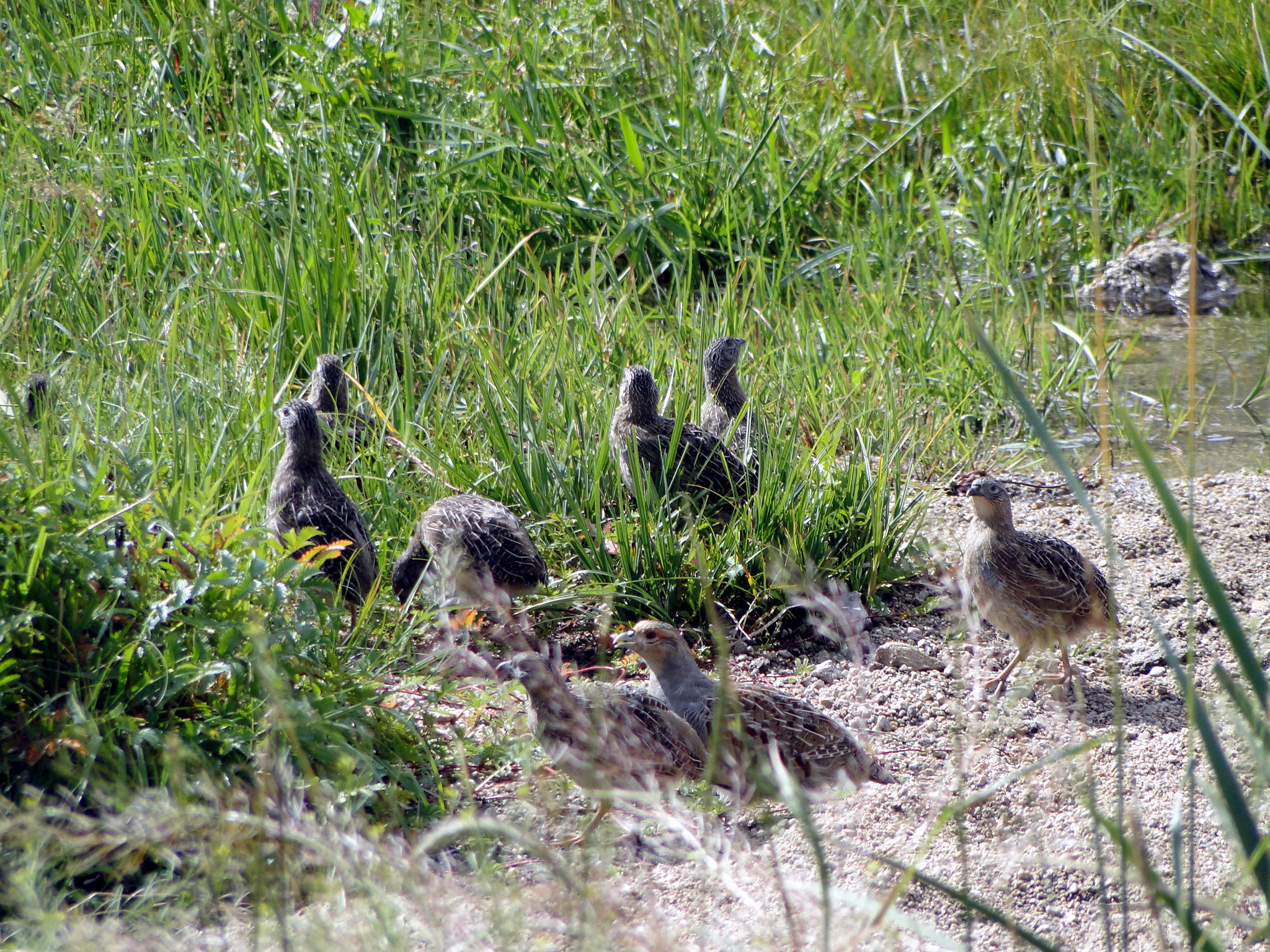
En familj stäpprapphöns i nationalparken Khustain Nuruu i Mongoliet.

## Utbredning och systematik
Stäpprapphöna delas in i två underarter med följande utbredning:
- Perdix dauurica dauurica – förekommer i stäppmarker i Mongoliet och norra Kina (Xinjiang)
- Perdix dauurica suschkini (inklusive przewalskii) – förekommer i stäppmarker från Manchuriet till västra Kina (Gansu och Qinghai)

Arten är införd till ett område kring Manilla i Filippinerna, men denna population är möjligen utdöd.

### Släktskap
Genetiska studier av släktet Perdix visar att stäpprapphönan är systerart till rapphöna (Perdix perdix), tillsammans systergrupp till tibetrapphöna (Perdix hodgsoniae).

## Levnadssätt
Stäpprapphönan hittas i öppet landskap, helst med inslag av buskar och öppen skog. Födan består av frön, säd och bär, sommartid även av insekter. Häckningen inleds i slutet av maj i kinesiska Jilin och Shanxi, medan par bildas i mitten av mars i Altaj, med äggläggning från början av april. Den lägger 18-20 ägg i en fodrad fördjupning i marken i eller nära skyddande växtlighet. Arten är mestadels stannfågel.

## Status och hot
Arten har ett stort utbredningsområde och en stor population, men tros minska i antal på grund av jakt, dock inte tillräckligt kraftigt för att den ska betraktas som hotad. Internationella naturvårdsunionen IUCN kategoriserar därför arten som livskraftig (LC).

## Namn
Fågelns vetenskapliga artnamn syftar på området Daurien, även kallat Transbajkal, i sydöstra Sibirien. Området är uppkallat efter det mongoliska folkslaget Dauuri eller Daguuri som bebodde området.